# Szegedi Gergely (református hitszónok)
Szegedi Gergely (Szeged, 1536 vagy 1537 − Eger, 1566. december 20.) református hitszónok, énekszerző

## Életútja
1550-től a beregszászi Domokos-rendi szerzetház tagja volt. Itt fedezte őt fel Kálmáncsehi Sánta Márton, és nyerte meg a reformáció ügyének. 1556-ban és 1557-ben Kálmáncsehi Sánta Márton közbenjárására Petrovics Péter költségén Genfben és Wittenbergben tanult. A tanintézet anyakönyve szerint 1556. július 8-án iratkozott be Wittenbergbe, és ott együtt tanult Méliusz Juhász Péterrel. 1557-ben hazajött Wittenbergből, és Eperjesen majd Kassán volt prédikátor. Kassa és Debrecen városa is versengett érte, de Debrecen ragaszkodott hozzá. Kálmáncsehi Sánta Márton 1557. december 21. körüli halált követően átvette az ő helyét.
1557-től 1562-ig Melius tiszttársa volt Debrecenben. 1560-ban Meliusszal közösen keresztülvitték a calvini szellemű reformációt, amit a váradi zsinat 1561-ben elfogadott. 1561-ben debreceni plébános lett, 1562-ben Méliusz Juhász Péterrel együtt írta alá a debreczeni hitvallás előszavát. 1562-ben (vagy 1563-ban) Tokajba ment, ekkor fordította le a LXXI. zsoltárt. 1563-ban pártfogásába vette Németi Ferenc tokaji várkapitány. 1564-ben Mágocsy Gáspár egri várkapitány közelében találjuk, 1566-ban Tokaj környékén tartózkodott. 30 éves korában hunyt el, 1566-ban.
1562-ben jelent meg első énekeskönyve, amelyet Huszár Gállal együtt jegyez. Verseskötete megjelent 1569, 1579, 1590, 1592-ben. Az 1569-ben megjelent énekeskönyvet már halála után adták ki, ezt az énekeskönyvet 1892-ben fedezte fel Hellebrant Árpád a boroszlói egyetemi könyvtárban, és azt a Magyar Tudományos Akadémia 1893-ban hasonmás kiadásban kiadta.